# Дитячий письменник
Дитячий письменник — це письменник, який пише книги для дітей (дитячі книжки).

## Статус
Є письменники, які пишуть книги для дітей певної вікової групи. Наприклад, письменник що пише книги для дітей молодшого віку, використовує короткі фрази та просту у використанні мову.